# José Molines
José Molines y Casadevall (Hospitalet de Llobregat, 1645-Milán, 11 de enero de 1719) fue un religioso y diplomático español, destacado en su labor como auditor de Rota en Roma y como representante diplomático de Felipe V ante la Santa Sede. Fue nombrado inquisidor general de España en 1717, sin llegar a ejercer el cargo al morir en cautiverio en Milán.

## Biografía
Segundo hijo de Francisco Molines y Petronila Casadevall. Por su posición secundaria en la familia, pronto entró en la carrera eclesiástica, fue a Barcelona y se convirtió en rector de Santa Maria del Pi y vicario del obispado. Gracias al virrey Bournonville, salió elegido en la terna de aspirantes al cargo de auditor de Rota de la Corona de Aragón, tras el visto bueno de Carlos II, al dar la razón a los catalanes en la terna formada también por aragoneses y valencianos, que pedían la rotación territorial tras la renuncia del anterior auditor catalán, Antoni Pascual, sin haber ejercido. En 1684 se establece en Roma, y hasta la muerte de Carlos II sus actividades se redujeron a las de su cargo, en el estudio de causas eclesiásticas apeladas al tribunal. Pero la situación de la monarquía, en vistas de la muerte del rey sin descendencia, hizo que comenzara a implicarse en asuntos fuera del ámbito jurídico.
En 1698 se convertía decano de la Rota y, sobre todo, en un destacado miembro del partido español en Roma. Al morir Carlos II, y ser nombrado Felipe V como nuevo rey, Molines aceptó respetuosamente la decisión testamentaria del último Habsburgo, y se puso de parte del nuevo gobierno borbónico. De este modo, conseguía que los franceses se aliaran con los españoles en los asuntos políticos ante la Santa Sede, frente al Sacro Imperio, en un momento en que las tensiones aumentaban por una serie de controversias en el Reino de Nápoles, por el expulsión de titulares eclesiásticos de sus diócesis. Incluso llegó a rechazar figurar entre los posibles candidatos a obispados, porque creía que su presencia en Roma era necesaria. Este hecho, y los intentos de proclamar al archiduque Carlos de Austria como rey de España, fueron la tónica en las relaciones con la Santa Sede durante la Guerra de Sucesión Española, durante la cual Molines, en calidad de embajador desde 1709, continuó trabajando. Pero a pesar de sus acciones, las relaciones entre la monarquía borbónica y la Santa Sede se rompieron y, en consecuencia, Molines fue excomulgado el 30 de septiembre de aquel año.
Restablecida la paz en Europa se le retiró la excomunión. Pero desde entonces, Molines fue visto de forma negativa en Roma, pues había descuidado las clientelas en Roma y Felipe V decidió buscar a alguien de trato más suave para llevar a cabo las negociaciones con la corte romana y, a cambio, en 1717, le ofreció el cargo de inquisidor general en España, lo que requería que volviera a la península. En ese momento, la tensión tras el tratado de Utrecht era todavía palpable, y más aún cuando España, de la mano de Isabel Farnese y Julio Alberoni, pretendía hacer movimientos en territorios italianos, lo que provocó la formación de la triple Alianza para hacer cumplir las condiciones del tratado, entre ellas la neutralidad en territorios italianos. En este contexto, las tropas austriacas capturaron a Molines en Milán el 2 de junio de 1717, y le recluyeron en su ciudadela. Aunque el embajador austriaco en Roma le había dado garantías de seguridad, esto fue considerado una provocación a ojos de la corte de Madrid, que al poco tiempo empezaría movimientos para la guerra en Italia. Sin embargo, Molines murió al poco de haber sido recluido, el 11 de enero de 1719, debido a su mala salud y su avanzada edad.